# 크비진군

포모제주 지도에 표시된 크비진군의 위치

크비진군(폴란드어: powiat kwidzyński)은 폴란드 포모제주에 위치한 군으로 군청 소재지는 크비진이며 면적은 834.64km2, 인구는 83,231명(2019년 기준), 인구 밀도는 100명/km2이다.
서쪽으로는 트체프군, 북쪽으로는 슈툼군, 동쪽으로는 바르미아마주리주 이와바군, 남쪽으로는 쿠야비포모제주 그루지옹츠군, 남서쪽으로는 쿠야비포모제주 시비에치에군과 접한다. 6개 지방 자치체(1개 도시, 1개 도시형 농촌, 4개 농촌)를 관할한다.

군기
군 문장